# Jason Taylor (Fußballspieler, 1985)
Jason Lee Taylor (* 12. Oktober 1985 in Kettering) ist ein ehemaliger englischer Fußballspieler.

## Karriere
Taylor gehörte dem Nachwuchsbereich von Rushden & Diamonds an, 2004 rückte er in den Profibereich des Viertligisten auf und debütierte im September 2004 per Einwechslung bei einem torlosen Unentschieden gegen Oxford United. Im Rückspiel gegen Oxford am Boxing Day folgte bei einem 3:3-Unentschieden sein erster Pflichtspieltreffer. Bis Saisonende war er auf 21 Pflichtspieleinsätze gekommen, davon allerdings nur fünf in der Startelf. Im Sturm setzten die Trainer Ernie Tippett und später Barry Hunter auf erfahrenere Spieler als den großgewachsenen Taylor, der vor allem mit seiner „engen Ballführung“ herausragte. Nachdem sich an Taylors Rolle als Einwechselspieler im Verlauf der Hinrunde der Saison 2005/06 nichts geändert hatte und in einem seiner wenigen Startelfeinsätze wiederum gegen Oxford sein drittes Pflichtspieltor erzielt hatte, lehnte er eine Verlängerung seines zum Jahresende 2005 auslaufenden Vertrags ab. Er setzte seine Laufbahn stattdessen in der sechstklassigen Conference North bei Nuneaton Borough fort, der vom langjährigen Rushden-Trainer Roger Ashby betreut wurde. Auch bei Nuneaton kam Taylor nicht über die Rolle des Ergänzungsspielers hinaus, nach 15 Pflichtspieleinsätzen (1 Tor), darunter nur vier Startelfeinsätze, erhielt er am Saisonende keinen neuen Vertrag angeboten.
Seine Laufbahn setzte er ab Sommer 2006 bei Rugby Town in der Premier Division der Southern League fort, nachdem er dort in Testspielen überzeugt hatte. In seiner ersten Saison erzielte er 24 Saisontore, davon 16 in der Liga, und wurde vereinsintern sowohl von den Fans als auch vom Trainerstab zum Spieler des Jahres gewählt. Eine zum Saisonende hin erlittene Knieverletzung verschlimmerte sich in der Saisonvorbereitung und Taylor musste am Kreuzband operiert werden, wodurch er die gesamte Spielzeit 2007/08 verpasste. Nach seiner Genesung schaffte er den Sprung in die Startaufstellung nicht mehr und folgte im November 2008 seinem bisherigen Trainer Rod Brown zu den Bromsgrove Rovers nach, da er sich dort mehr Startelfeinsätze erhoffte. Nur wenige Wochen später war er aber zurück bei Rugby Town, schaffte aber nicht mehr in die Startelf und verließ den Klub nach 18 Saisoneinsätze in der Liga, ausnahmslos per Einwechslung, im April 2009 in Richtung Ligakonkurrent Banbury United. Auch dort war seine Zeit von Verletzungsproblemen geprägt, im März 2011 stieg er mit seinem Wechsel zu Arlesey Town eine weitere Spielklasse ab. Anhaltende Verletzungsprobleme sorgten in der Folge für eine Unterbrechung seiner Laufbahn, die er bis 2015 in den Spielklassen der United Counties League bei Raunds Town, Wellingborough Town und Thrapston Town (23 Saisonspiele, 11 -tore) fortsetzte.